# Pashchimi Singhbhum
Pashchimi Singhbhum (Hindi: पश्चिमी सिंहभूम जिला; englisch West Singhbhum district) ist ein Distrikt im indischen Bundesstaat Jharkhand. Die Distriktverwaltung befindet sich in der Stadt Chaibasa. Der Distrikt erstreckt sich über eine Fläche von 5351,41 km².

## Geschichte
Der Distrikt befindet sich im Süden von Jharkhand. Er entstand am 16. Januar 1990, als der damalige Distrikt Singhbhum in Pashchimi Singhbhum und Purbi Singhbhum aufgespaltet wurde. Am 1. April 2001 wurde ein Teil des Distrikts abgetrennt und bildet seitdem den neu gegründeten Distrikt Seraikela Kharsawan.

## Bevölkerung

### Übersicht
Bei der Volkszählung betrug die Einwohnerzahl von Pashchimi Singhbhum 1.502.338. Das Geschlechterverhältnis lag bei 1005 Frauen auf 1000 Männer. Die Alphabetisierungsrate betrug 58,63 % (71,13 % bei Männern, 46,25 % bei Frauen). 28,22 % der Bevölkerung sind Hindus, 5,83 % Christen.

### Bevölkerungsentwicklung
In den ersten Jahrzehnten des 20. Jahrhunderts wuchs die Bevölkerung im Gegensatz zu anderen Gebieten bereits stark an. Trotz Seuchen, Krankheiten und Hungersnöten. Dieses Wachstum hielt auch nach der Unabhängigkeit Indiens an. Während die Bevölkerung in der ersten Hälfte des 20. Jahrhunderts um rund 87 % zunahm, betrug das Wachstum zwischen 1961 und 2011 96 %. Die Bevölkerungszunahme zwischen 2001 und 2011 lag bei 21,75 % oder rund 268.000 Menschen. Die Entwicklung verdeutlichen folgende Tabellen:
| Jahr      | 1901    | 1911    | 1921    | 1931    | 1941    | 1951    | 1961    | 1971    | 1981    | 1991      |
| Einwohner | 356.911 | 398.590 | 421.587 | 515.137 | 614.298 | 667.390 | 765.128 | 879.564 | 922.491 | 1.080.780 |

### Bedeutende Orte
Im Distrikt gibt es laut Volkszählung 2011 elf Orte, die als Städte (towns und census towns) gelten. Dennoch ist die Verstädterung, da es sich meist um kleinere Orte handelt, gering. Denn nur 218.034 der 1.502.338 Einwohner oder 14,51 % leben in städtischen Gebieten. Die Ortschaften mit mehr als 10.000 Einwohnern sind:

### Volksgruppen
In Indien teilt man die Bevölkerung in die drei Kategorien general population, scheduled castes und scheduled tribes ein. Die scheduled castes (anerkannte Kasten) mit (2011) 56.986 Menschen (3,79 Prozent der Distriktsbevölkerung) werden heutzutage Dalit genannt (früher auch abschätzig Unberührbare betitelt). Die scheduled tribes sind die anerkannten Stammesgemeinschaften mit (2011) 1.011.296 Menschen (67,31 Prozent der Distriktsbevölkerung), die sich selber als Adivasi bezeichnen. Zu ihnen gehören in Jharkhand 32 Volksgruppen. Pashchimi Singhbhum gehört zu denjenigen Bezirken, in denen die scheduled tribes die Mehrheit der Einwohnerschaft bilden. Mehr als 5000 Angehörige zählen die Ho (773.930 Menschen oder 51,52 % der Distriktsbevölkerung), Munda (140.127 Menschen oder 9,33 % der Distriktsbevölkerung), Oraon (32.364 Menschen oder 2,15 % der Distriktsbevölkerung), Santal (15.147 Menschen oder 1,01 % der Distriktsbevölkerung), Gond (13.742 Menschen oder 0,91 % der Distriktsbevölkerung) und Bhumij (10.684 Menschen oder 0,71 % der Distriktsbevölkerung).

### Bevölkerung des Distrikts nach Bekenntnissen
Der Distrikt gehört zu den wenigen Gebieten Indiens, in denen die Anhängerschaft der Traditionellen Religionen in der Mehrheit ist. Eine starke Minderheit sind die Hindus. Anteilsmäßig kleinere Minderheiten sind die Christen und Muslime.
Von den 18 Blocks des Distrikts sind die Anhänger Traditioneller Religionen in 17 in der Mehrheit. Nur im Block Anandpur sind sie mit 41 % der Einwohnerschaft nur zweitstärkstes Bekenntnis. Die Mehrheiten bewegen sich zwischen 50,68 % im Block Chakradharpur und 83,04 % im Block Khuntpani.
Die Hindus haben ihre Hochburgen in den Blocks Chaibasa, Chakradharpur, Jagannathpur, Jhinkpani, Noamundi und Sonua mit Anteilen zwischen 34,97 % und 39,61 % (Noamundi). Die Christen sind in den Blocks Anandpur (43,43 %; relative Mehrheit), Gudri (39,36 %), Bandgaon (17,64 %) und Manoharpur (11,53 %) stark vertreten. Und die Muslime haben ihre Hochburgen in den Blocks Chaibasa, Chakradharpur und Majhgaon mit Anteilen zwischen 5,60 % und 6,87 %. Die genaue religiöse Zusammensetzung der Bevölkerung zeigt folgende Tabelle:
| Jahr                                   | Buddhisten | Buddhisten | Christen | Christen | Hindus  | Hindus | Jainas | Jainas | Muslime | Muslime | Sikhs | Sikhs | Andere Religionen | Andere Religionen | keine Angaben | keine Angaben | Total     | Total    |
| Jahr                                   | Zahl       | %          | Zahl     | %        | Zahl    | %      | Zahl   | %      | Zahl    | %       | Zahl  | %     | Zahl              | %                 | Zahl          | %             | Zahl      | %        |
| -------------------------------------- | ---------- | ---------- | -------- | -------- | ------- | ------ | ------ | ------ | ------- | ------- | ----- | ----- | ----------------- | ----------------- | ------------- | ------------- | --------- | -------- |
| 2011                                   | 389        | 0,03       | 87.587   | 5,83     | 423.937 | 28,22  | 52     | 0,00   | 38.103  | 2,54    | 946   | 0,06  | 945.864           | 62,96             | 5460          | 0,36          | 1.502.338 | 100,00 % |
| Quelle: Ergebnis der Volkszählung 2011 |            |            |          |          |         |        |        |        |         |         |       |       |                   |                   |               |               |           |          |

## Verwaltungsgliederung
Pashchimi Singhbhum ist in folgende 3 Sub-Divisionen gegliedert:
- Chakradharpur
- Jagannathpur
- Sadar Chaibasa

Diese sind in Anchals und Blöcke unterteilt.